# Paul Burrell
Pour les articles homonymes, voir Burrell.
Paul Burrell (né le 6 juin 1958) est un ancien fonctionnaire de la famille royale britannique. Il a d'abord été valet de chambre pour la reine Élisabeth II et ensuite majordome de Lady Diana, princesse de Galles. Depuis la mort de cette dernière en 1997, Burrell a figuré dans les médias, et a été invité en 2004 dans une émission télévisée pour célébrités. 
 Paul Burrell a obtenu l'Ordre royal de Victoria en novembre 1997 pour les services rendus à la famille royale.
Il est cité dans l'affaire des Panama Papers.
Il a participé à trois reprises à l’émission I'm a Celebrity… Get Me Out of Here!. La première fois en 2004 dans la version anglaise, la deuxième fois en 2018 pour la version australienne, et la troisième fois dans la saison all star de la version anglaise en 2023.